# Bustarviejo
Bustarviejo é um município da Espanha
na província e comunidade autónoma de Madrid, de área 56,29 km² com população de 1984 habitantes (2007) e densidade populacional de 35,25 hab./km².

## Demografia
| Variação demográfica do município entre 1991 e 2004 | Variação demográfica do município entre 1991 e 2004 | Variação demográfica do município entre 1991 e 2004 | Variação demográfica do município entre 1991 e 2004 |
| --------------------------------------------------- | --------------------------------------------------- | --------------------------------------------------- | --------------------------------------------------- |
| 1991                                                | 1996                                                | 2001                                                | 2004                                                |
| 1222                                                | 1345                                                | 1557                                                | 1687                                                |